# Speocyclops troglodytes
Speocyclops troglodytes – gatunek widłonoga z rodziny Cyclopidae. Nazwa naukowa tego gatunku skorupiaków została opublikowana w 1923 roku na podstawie prac naukowych szwajcarskiego zoologa Pierre-Alfreda Chappuis.